# ویا الیسا
ویا الیسا (به اسپانیایی: Villa Elisa, Paraguay) شهری در کشور پاراگوئه، ناحیه مرکزی است که جمعیت آن در سرشماری سال ۲۰۰۲ میلادی ۵۳٫۱۶۶ نفر بوده‌است.